# All Natural Glamour Solos
All Natural Glamour Solos — серия американских порнографических фильмов, выпущенная студией Girlfriends Films. Первый фильм серии был выпущен 12 июля 2011 года. Все серии фильма были срежиссированы Дэном О’Коннэллом, который также написал сценарии всех фильмов.

## Список фильмов серии
- All Natural Glamour Solos (первый фильм)
- All Natural Glamour Solos, II
- All Natural Glamour Solos, III
- All Natural Glamour Solos 4
- Glamour Solos
- Glamour Solos 2
- Glamour Solos 3
- Glamour Solos 4
- Fantasy Girls: Glamour Solos

## В ролях
- Алексис Форд
- Бри Дэниелс
- Капри Андерсон
- Дэни Дэниелс
- Джорджия Джонс
- Джана Джордан
- Елена Йенсен
- Кейси Че
- Киара Дайэн
- Райан Кили
- Шайла Дженнингс
- Тиффани Томпсон
- Тори Блэк
- Валери Риос
- Зои Восс

## Критика
Обозреватель Adult DVD Talk утверждал, порнографический фильм All Natural Glamour Solos, выпущенный Girlfriends Films в 2011 году, не смог чем-то выделиться на фоне серий All Alone и Busty Solos, и пожаловался, что «Видео о мастурбации, как правило, неубедительны» и «символизируют все дешёвое и фальшивое в порно». Несмотря на такую критику All Natural Glamour Solos стал победителем AVN Award в категории „Лучший сольный релиз“ в 2012 году.

## Награды и номинации
| Год  | Награда | Категория                | Фильм                                    | Номинант     | Результат |
| ---- | ------- | ------------------------ | ---------------------------------------- | ------------ | --------- |
| 2012 | AVN     | Лучший сольный релиз     | All Natural Glamour Solos (первый фильм) |              | Победа    |
| 2012 | AVN     | Лучшая сцена мастурбации | All Natural Glamour Solos (первый фильм) | Райан Кили   | Номинация |
| 2013 | AVN     | Лучший сольный релиз     | All Natural Glamour Solos, II            |              | Победа    |
| 2013 | AVN     | Лучшая сцена мастурбации | All Natural Glamour Solos, II            | Дэни Дэниелс | Номинация |
| 2014 | AVN     | Лучший сольный релиз     | All Natural Glamour Solos, III           |              | Победа    |
| 2014 | AVN     | Лучшая сцена мастурбации | All Natural Glamour Solos, III           | Миа Малкова  | Номинация |
| 2015 | AVN     | Лучший сольный релиз     | All Natural Glamour Solos 4              |              | Победа    |
| 2015 | AVN     | Лучший сольный релиз     | Glamour Solos 2                          |              | Номинация |